# Agape TV
Agape TV es un canal de televisión abierta salvadoreño de carácter religioso lanzado el 6 de junio de 2001. Dispone de cobertura en todo el país. Es propiedad de Asociación Agape de El Salvador.

## Historia

### Antecedentes
Canal 8 fue creado como un canal cultural por el Ministerio de Educación el 4 de noviembre de 1964, y junto con Canal 10 se transmitieron de 1969 a 1989. Desde entonces su programación era de carácter educativo y de producir programas culturales para los adultos.

Desde 1978, la Asociación Ágape de El Salvador, fundada por Fray Flavian Mucci, comienza su incursión en los medios de comunicación. El 7 de mayo de 1984 Ágape trata de introducir los medios radio y televisión como herramientas de comunicación cristiana. A principios de la década de 1990, Fray Flavian Mucci decidió obtener un canal de televisión.

### Desarrollo
En mayo de 1999, el Gobierno de la República de El Salvador, a través del Ministerio de Educación, entrega la administración de Canal 8 VHF de San Salvador al Instituto Tecnológico de Sonsonate y la Administración Ágape. Tras muchos esfuerzos, la Asociación Ágape de El Salvador logra conseguir la asignación, por parte del Estado, del Canal 8. Dos años más tarde, el 6 de junio de 2001, Agape TV inicia sus emisiones en la estación YSWE-TV.

## Programación actual
- El Ángelus
- Horizontes matemática
- Noticiero Científico y Cultural Iberoamericano
- El artesano
- Videos religiosos
- Vida misionera
- Foro interoamericano de la VOA
- El mundo al día
- The Wonder Years T2
- El señor no duerme
- Al calor del fuego
- Palabras que edifican
- Noticiero Científico y Cultural Iberoamericano Salud
- Escrito para el alma
- Vivencias de fe
- Luz de emergencia
- Santa Misa (Televid)
- Caricaturas Bíblicas
- Jack + Limón
- La nota de lata
- TVO en clases

## Programas nacionales
- Diosito TV
- El Club de la Chilena
- Informativo Ahora
- La Entrevista
- Mensajes
- Nuestra Mañana Ágape TV
- Radio Luz TV
- UES: Investigación Científica
- Amigos de Jesús NET
- DIOS ES AMOR
- Para dónde vamos
- ¿En que creemos los católicos?
- TV Éxito Musical
- Recorriendo El Salvador
- Reflexiones
- Camino a Emaús
- Dios en tu familia
- La voz del fundador
- Católico del nuevo milenio
- Reporteros del futuro
- Miradas (Audiovisuales UCA)
- Luces Cámara y Popcorn
- Arte Y Fé Network
- Santa misa dominical
- Predica Hermano Salvador Gómez
- Recorriendo El Salvador
- Caminando con la Iglesia (Comisión Episcopal de Comunicaciones CECOM)
- Aprende a emprender

## Programación anterior
- Magical Doremi (2006-2008)
- Bob el constructor (2004 - 2007)
- Bear en la gran casa azul (junto a Canal 10)
- La familia Ingalls (2008-2010, junto a Canal 12)
- Caillou (2006-2014)
- Clifford, el gran perro rojo
- Connie la vaquita (2005-2007)
- Sid el niño científico
- Superlibro (junto a Canal 4 y en la actualidad en ELIM TV)
- El autobús mágico (2009-2010, junto a Canal 6)

## Eslóganes
| Periodo         | Eslogan           |
| --------------- | ----------------- |
| (2001-2020)     | Tu canal positivo |
| (2020-presente) | Tu señal positiva |